# Schönwalde (Meklemburgia-Pomorze Przednie)
Schönwalde – miejscowość i gmina w Niemczech, wchodząca w skład Związku Gmin Uecker-Randow-Tal w powiecie Vorpommern-Greifswald, w kraju związkowym Meklemburgia-Pomorze Przednie.
Dzielnice gminy:
Dargitz, Neu-Stolzenburg, Sandkrug i Stolzenburg.